# 河西镇 (贵德县)
河西镇，是中华人民共和国青海省海南藏族自治州贵德县下辖的一个乡镇级行政单位。

## 行政区划
河西镇下辖以下地区：
河西镇社区、格尔加村、上刘屯村、下刘屯村、下马家村、瓦家村、多勒仓村、加洛苏合村、拉芨盖村、才堂村、红岩村、下排村、温泉村、贡拜村、大户村、多哇村、山平村、北房村、木干村、本科村、加莫河滩村、加莫台村、贺尔加村、江仓麻村、西山湾村、山坪园艺场村、甘家村、团结村、幸福村和万珠村。

## 中国传统村落
2013年8月，下排村被评为第二批中国传统村落。